# Reformierte Kirche Fanas

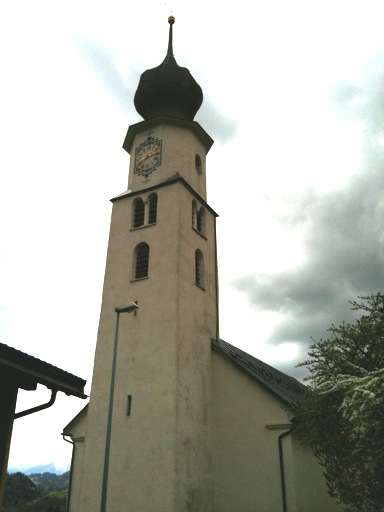
Kirchturm

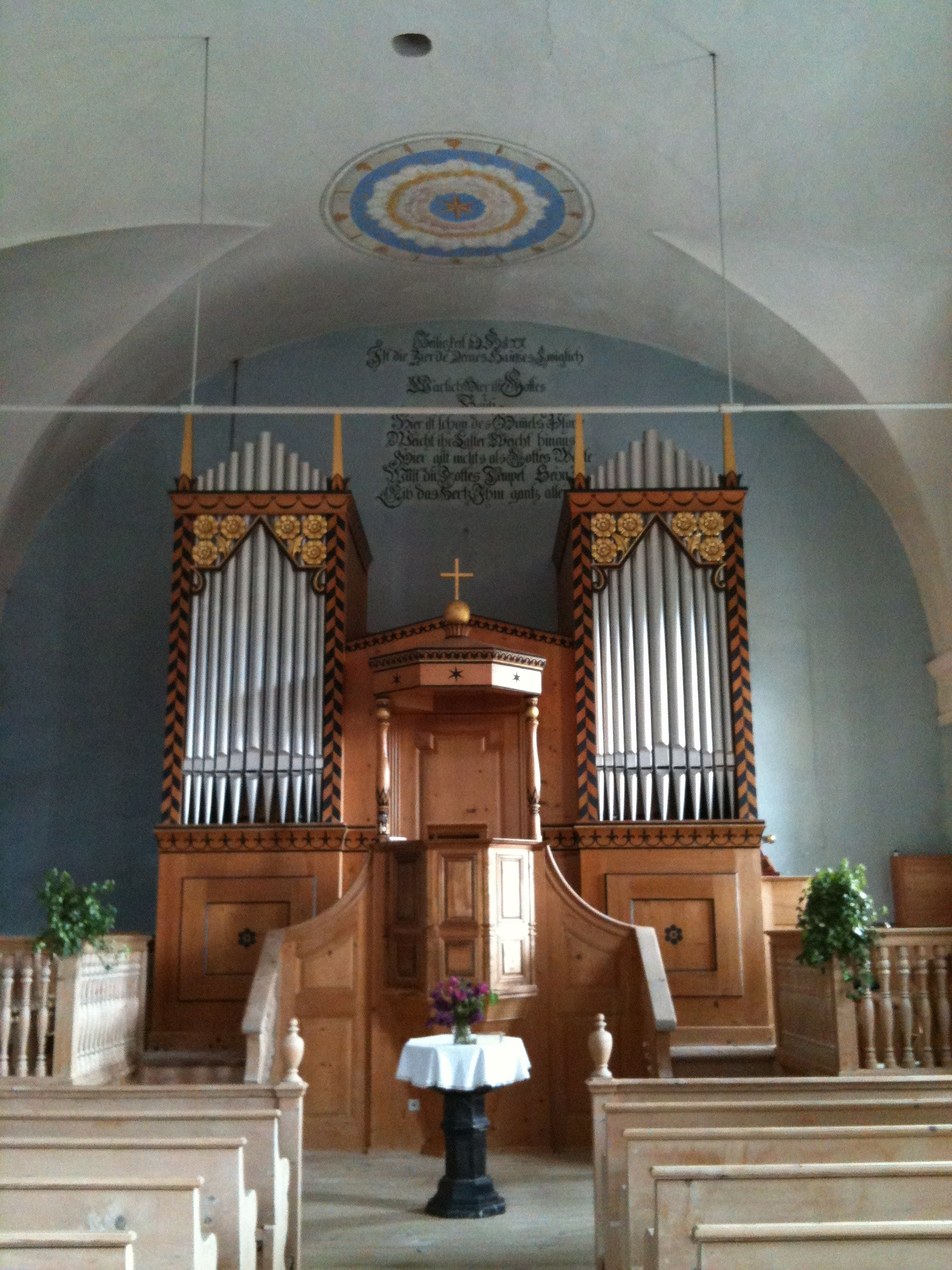
Blick auf Taufstein, Kanzel und Orgel

Die reformierte Kirche in Fanas im Prättigau ist ein evangelisch-reformiertes Gotteshaus unter dem Denkmalschutz des Kantons Graubünden. Die Kirche befindet sich im Osten des Dorfes und wurde 1924 letztmals umfassend restauriert, 1974 aussen teilrenoviert. 

## Geschichte und Ausstattung
Ersturkundlich bezeugt ist die Kirche 1483. In ihrer heutigen Gestalt neu errichtet wurde sie 1754–55.
Im Inneren zeichnet sie sich durch einen rechteckigen Saalbau aus mit gewölbtem Deckenüberzug.  
Auffallend ist die Anordnung im durch eine Ausbuchtung nur angedeuteten Chor: über dem zentralen Taufstein von 1755 erhebt sich die von zwei Seiten zugängliche Kanzel, deren auf 1755 datierter Korb in das dahinterliegende Orgelgehäuse, das 1924 angefertigt wurde, unmittelbar übergeht.  
Taufstein, Kanzel und Orgel stellen damit eine für Graubünden ungewöhnliche kirchenarchitektonische Einheit dar.

## Kirchliche Organisation
Fanas bildete bis in die 2010er-Jahre eine eigene Kirchgemeinde und gehört heute zur Kirchgemeinde Grüsch-Fanas-Valzeina innerhalb der Evangelisch-reformierten Landeskirche Graubünden.